# جمال‌آباد (پاکدشت)
جمال‌آباد، روستایی از توابع بخش شریف‌آباد شهرستان پاکدشت در استان تهران ایران است.

## جمعیت
این روستا در دهستان جمال آباد قرار دارد و براساس سرشماری مرکز آمار ایران در سال ۱۳۸۵، جمعیت آن ۱٬۷۱۷ نفر (۴۳۹خانوار) بوده‌است.